# Ricardo Mion Varella Costa
Ricardo Mion Varella Costa (São Paulo, 17 de junio de 1982) es un futbolista brasileño. Juega como delantero y su actual equipo es el Pieta Hotspurs FC de la Primera División de Malta. 
Costa cuenta con doble nacionalidad: brasileña e italiana.

## Trayectoria
Comenzó su carrera en el Corinthians en el 2001. Luego pasó a jugar al Paulista Futebol Clube, fue vendido al Örebro SK de Suecia. Después de dos buenas temporadas en el Örebro SK de la Liga Allsvenskan de Suecia, luego se fue para el fútbol español, para jugar en el CD Leganés. 
En la temporada 2006-2007 firmó un contrato con el FC Winterthur de Suiza. Después de estar en Suiza, firmó un contrato por un año con el Grêmio en julio de 2007. En enero del año siguiente fue trasladado a Veria FC, donde jugó en la Super Liga de Grecia. 
Dejó el Veria FC en mayo de 2008 y se unió al Daejeon Citizen en 2009. En mayo de 2009, pasó al ABC Futebol Clube del Campeonato Brasileño de Serie B donde terminó el resto de la temporada 2009-2010. En julio de 2010, se anunció que Ricardo había firmado un contrato con el Tarxien Rainbows de la Premier League de Malta. 
El 18 de junio del 2012 es fichado por el Deportivo Saprissa de la Primera División de Costa Rica donde jugó solo 6 meses y anotó 3 goles.
Ricardo es un hombre políglota ya que habla cuatro idiomas, entre ellos el portugués (de nacimiento), el español, inglés y el sueco.

## Clubes
| Club               | País          | Año           |
| ------------------ | ------------- | ------------- |
| Corinthians        | Brasil        | 2001 - 2003   |
| Paulista           | Brasil        | 2003          |
| Örebro SK          | Suecia        | 2003 - 2005   |
| CD Leganés         | España        | 2006          |
| FC Winterthur      | Suiza         | 2006-2007     |
| Grêmio             | Brasil        | 2007          |
| Veria FC           | Grecia        | 2008          |
| Daejeon Citizen    | Corea del Sur | 2009          |
| ABC Futebol Clube  | Brasil        | 2010          |
| Tarxien Rainbows   | Malta         | 2010-2012     |
| Deportivo Saprissa | Costa Rica    | 2012          |
| Pieta Hotspurs FC  | Malta         | 2013-presente |